# 考尔县
考尔县是印度尼西亚明古鲁省最南端的一个县，位于苏门答腊岛西海岸，距明古鲁市约250公里，考尔县于2003年2月25日在原南明古鲁县（Kabupaten Bengkulu Selatan）东南部地区创建。它的面积为2,365.00平方公里，根據2020年人口普查，當地人口为107,899人。